# Colm Feore

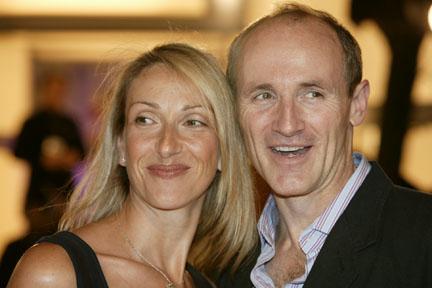
Colm Feore cu soţia sa la TIFF 2007

Colm Feore (n. 22 august 1958, Boston, Massachusetts) este un actor canadian de origine americană. Este actor de teatru, film și televiziune.

## Filmografie
- A Nest of Singing Birds (1987), Michael Jimson
- Iron Eagle II (1988), Iuri Lebanov
- Beautiful Dreamers (1990), Dr. Maurice Bucke
- Beyond Reality (1992), vocea Vrăjitorului  – episodul: "Master of Darkness"
- Bethune: The Making of a Hero (1990), Chester Rice
- Thirty Two Short Films About Glenn Gould (1993), Glenn Gould
- Truman (1995), Charles Griffith Ross – film de televiziune
- Friends At Last (1995), Phillip Connelyn – film de televiziune
- The Boor (1996), Gruzdev
- Due South (1996), Charles Carver – serial TV, 1 episod
- Night Falls on Manhattan (1997), Harrison
- Liberty! The American Revolution (1997), Alexander Hamilton – miniserial TV
- Face/Off (1997), Dr. Malcolm Walsh
- Hostile Waters (1997), Pshenishny – film de televiziune
- The Wrong Guy (1997), the Killer
- Critical Care (1997), Richard Wilson
- City of Angels (1998), Jordan
- The Red Violin (1998), Auctioneer
- Airborne (1998), Ron Simpson
- The Lesser Evil (1998), Derek
- The Herd (1998), Erling Porsild
- Storm of the Century (1999), Andre Linoge/Reporter on TV/Minister on TV – miniserial TV
- Striking Poses (1999), Linus
- The Insider (1999), Richard Scruggs
- Titus (1999), Marcus Andronicus
- Trapped in a Purple Haze (2000), Ed Hanson – film de televiziune
- La Femme Nikita (2000), Leon – serial TV, episodul: "Hell Hath No Fury"
- Thomas and the Magic Railroad (2000), Toby the Tram Engine
- The Perfect Son (2000), Ryan Taylor
- Nuremberg (2000), Rudolf Hoess – film de televiziune
- Ignition (2001), Gen. Joel MacAteer
- The Caveman's Valentine (2001), David Leppenraub
- Pearl Harbor (2001), Adm. Husband E. Kimmel
- Century Hotel (2001), Sebastian
- Lola (2001), Mike
- The Day Reagan Was Shot (2001), Caspar Weinberger – film de televiziune
- Sins of the Father (2002), Dalton Strong – film de televiziune
- Trudeau (2002), The Right Honourable Pierre Elliott Trudeau – TV miniseries
- The Sum of All Fears (2002), Olson
- Point of Origin (2002), Mike Matassa
- The Baroness and the Pig (2002), The Baron
- Chicago (2002), Harrison
- Highwaymen (2003), Fargo
- National Security (2003), Detective Frank McDuff
- And Starring Pancho Villa as Himself (2003), D.W. Griffith – film de televiziune
- Paycheck (2003), John Wolfe
- The Chronicles of Riddick (2004), Lord Marshall
- Empire (2005), Julius Caesar the Liberator and Father of the Fatherland – miniserial TV
- Slings and Arrows (2005), Sanjay, the off beat marketing consultant – serial TV
- Lies My Mother Told Me (2005), Lucas Mackenzie
- The Deal (2005), Hank Weiss
- The Exorcism of Emily Rose (2005), Karl Gunderson
- Battlestar Galactica (2006), President Richard Adar – serial TV, episodul: "Epiphanies"
- Bon Cop, Bad Cop (2006), Martin Ward
- Bury My Heart at Wounded Knee (2007), General William Tecumseh Sherman – TV film
- The Poet (2007), Colonel Hass
- Intervention (2007), Bill
- Killing Zelda Sparks (2007), Dr. Leningrad: Self-help speaker
- Serveuses demandées (2008), RCMP officier corporal Paradis
- Le piège américain (2008), Maurice Bishop
- Changeling (2008), Chief James E. Davis
- Inconceivable (2008), Dr. Jackson Charles Freeman
- Six Reasons Why (2008), The Preacher
- WarGames: The Dead Code (2008), T. Kenneth Hassert/Voice of Joshua
- 24: Redemption (2008), Henry Taylor – TV film
- Guns (2008), Paul Duguid – TV miniseries
- Flashpoint (2009), David Graham – TV series
- 24 (2009), First Gentleman Henry Taylor – TV series, 12 episodes
- The Listener (2009), Ray Mercer – TV series
- The Trotsky (2009), Principal Berkhoff
- The Borgias (2011), Cardinal della Rovere – TV series
- Thor (2011), Laufey[7]
- French Immersion (2011)
- The Brother (2011)